# Lišaj paví oko
Lišaj paví oko (Smerinthus ocellatus) je motýl z čeledi lišajovitých. Podle zubatých okrajů křídel býval v minulosti nazýván také zubokřídlec paví oko. Své druhové jméno získal podle skvrn na spodním páru křídel, které připomínají oka na pavím ocase.

## Rozšíření
Obývá široké oblasti eurosibiřského areálu včetně Zakavkazska a Turecka. Zasahuje i na Britské ostrovy.
Na území ČR je dosud poměrně hojný, zřejmě i proto, že není náročný na stanoviště – lze na něj narazit na okraji lesa, v parcích, zahradách, v alejích lemujících silnice, ovocných sadech i vrbových hájích u vody. V horách (např. Alpy) vystupuje až do výše 2000 m n. m.

## Popis

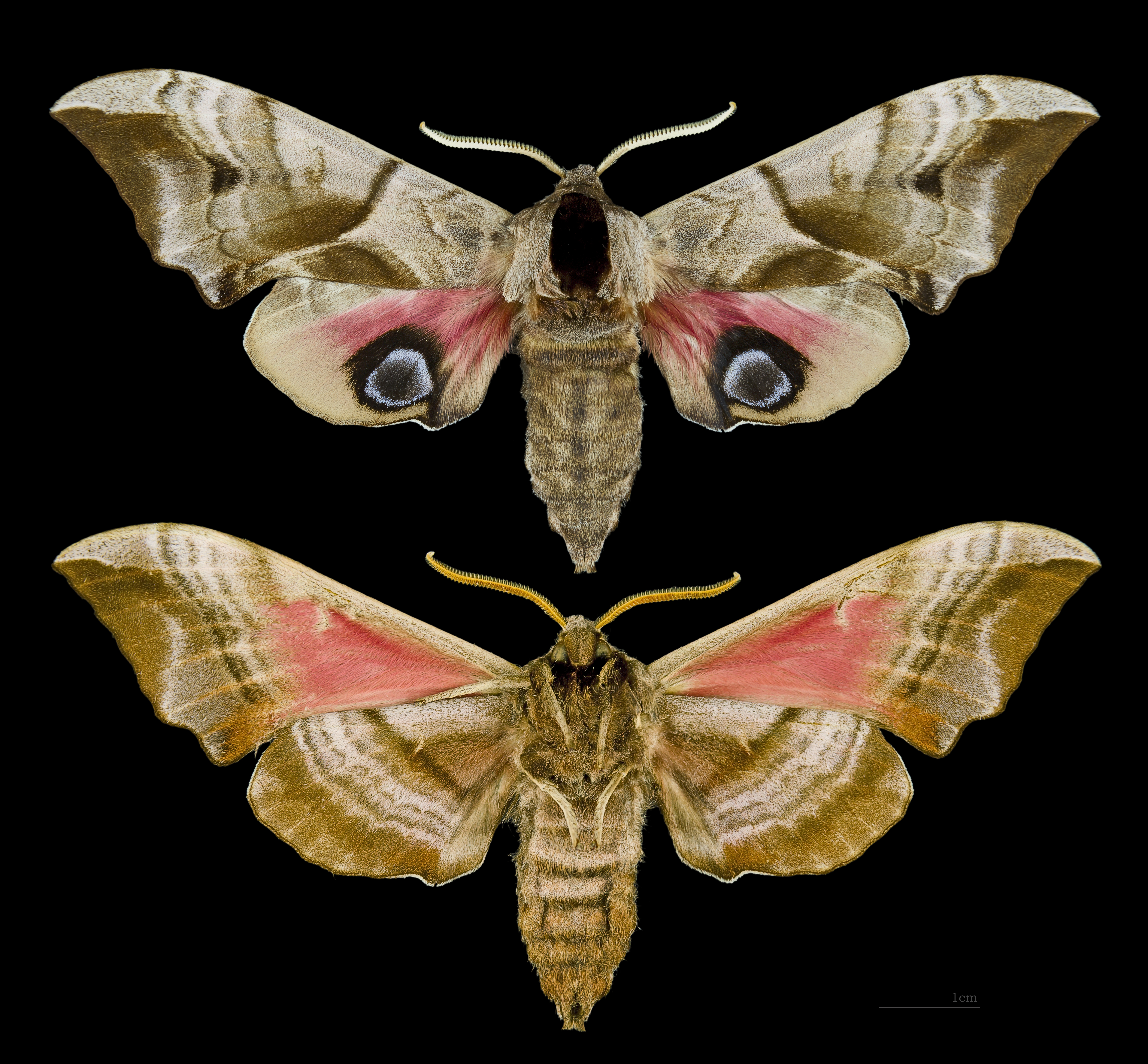
Sbírkový exemplář (samice)
(svrchní a spodní pohled)

Lišaj paví oko patří ke středně velkým lišajům; délka předního křídla dosahuje 30–48 mm. Tělo a zadeček jsou šedohnědé, na hrudi je výrazná podélná černohnědá skvrna. Základní barva předních křídel je zelenohnědá s narůžovělými detaily v kresbě, kterou tvoří stínované vlnovky. Zadní křídla jsou výrazná jak karmínovou barvou podkladu, tak především párem modrých, černě obroubených skvrn, připomínajících oči. Když motýl odpočívá, zadní křídla jsou skryta pod předními – objeví se při přeletu, nebo když se sedící motýl cítí ohrožen. Tehdy zvedne přední křídla, odhalí falešné oči a houpavými pohyby těla a zadečku zastrašuje útočníka.

Vajíčka jsou zelená, oválná. Vylíhnuté housenky jsou zelené a po celou dobu svého vývoje si zachovávají drsný, zrnitý povrch. Housenky 5. instaru jsou zelené s namodralou, trojbokou hlavou. Hřbetní strana housenek je světlejší než strana břišní, krom toho je celé tělo lehce bíle kropenaté. Na každém článku je šikmý bílý až nažloutlý boční proužek, poslední článek pak nese pro lišaje typický růžek, který je modrozelený a zdrsnělý. Housenka může dosáhnout až 7 cm délky a před kuklením mění barvu do hněda.
Kukla je tmavě hnědá, hladká a lesklá.

## Bionomie
Motýli první generace létají v květnu a červnu (na horách až do července), v teplých nížinách může dojít i k založení generace druhé, která pak létá v srpnu. Dospělí motýli vůbec nepřijímají potravu (mají zakrnělý sosák) a po kopulaci žijí jen několik dní, během kterých samička naklade až 350 vajíček na listy a větvičky hostitelských rostlin.
Housenky žijí 4 až 6 týdnů mezi červencem a zářím na rozmanitých dřevinách – zejména na vrbách a topolech, ale také na lípě a ovocných stromech (jabloně, hrušně, švestky i keřovité trnky). Jsou často napadány různými parazity. V závěru vývoje housenky slézají ze stromů a putují po zemi, kde hledají vhodné místo ke kuklení. V hlíně si budují komůrku, ve které se kuklí. Kukla přezimuje.

## Galerie

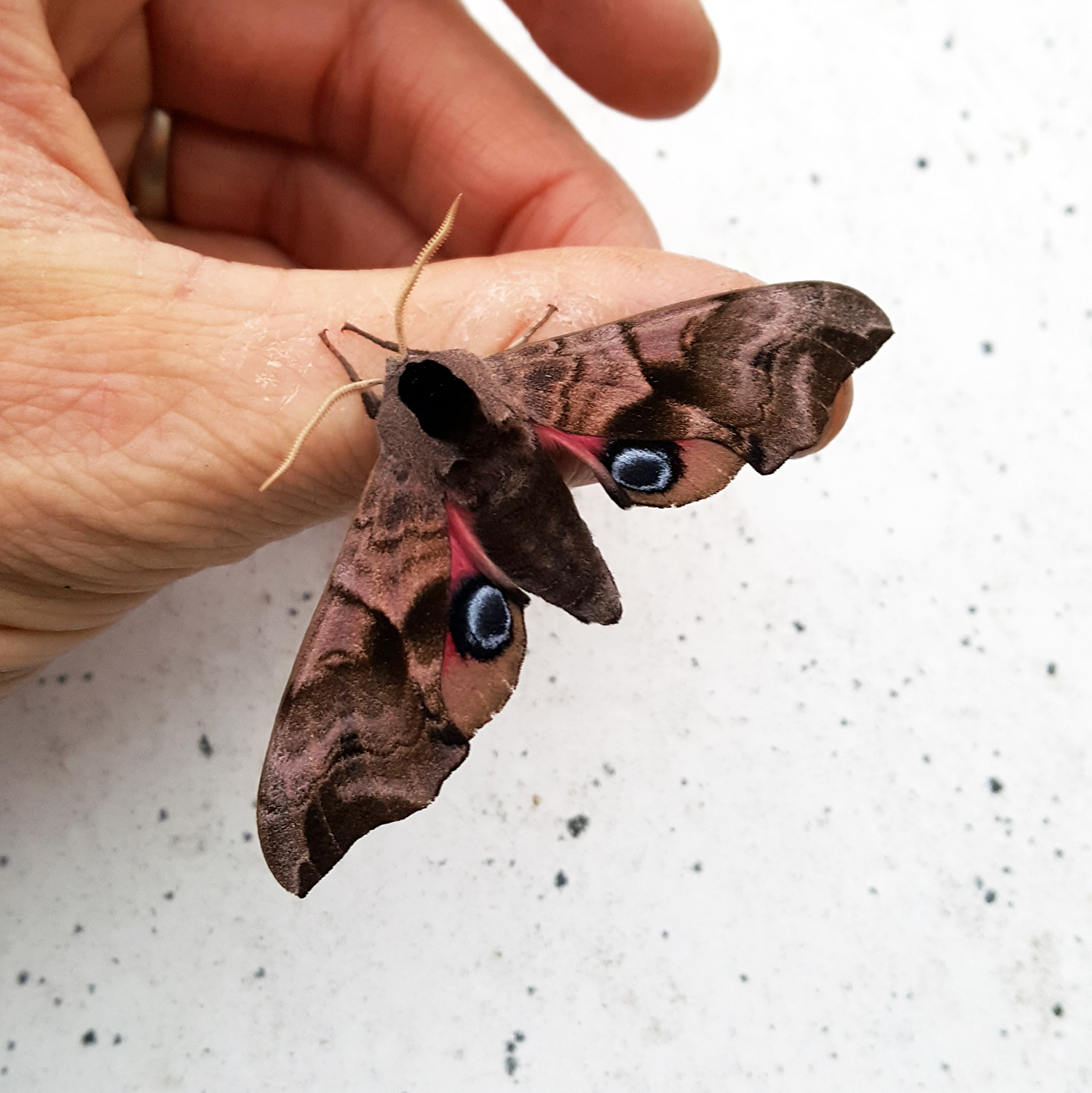
Motýl sedící na ruce
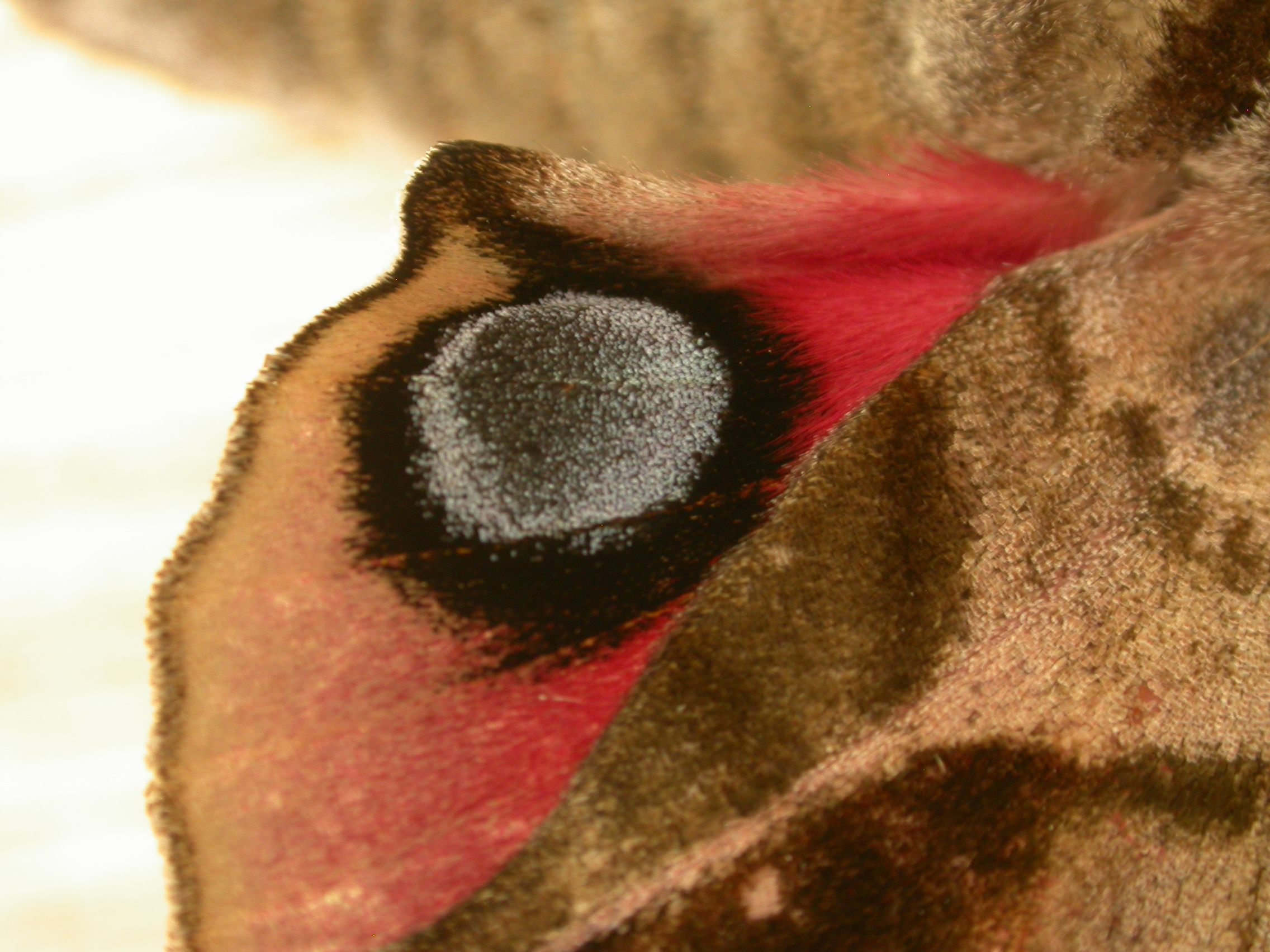
Detail oka na zadním křídle
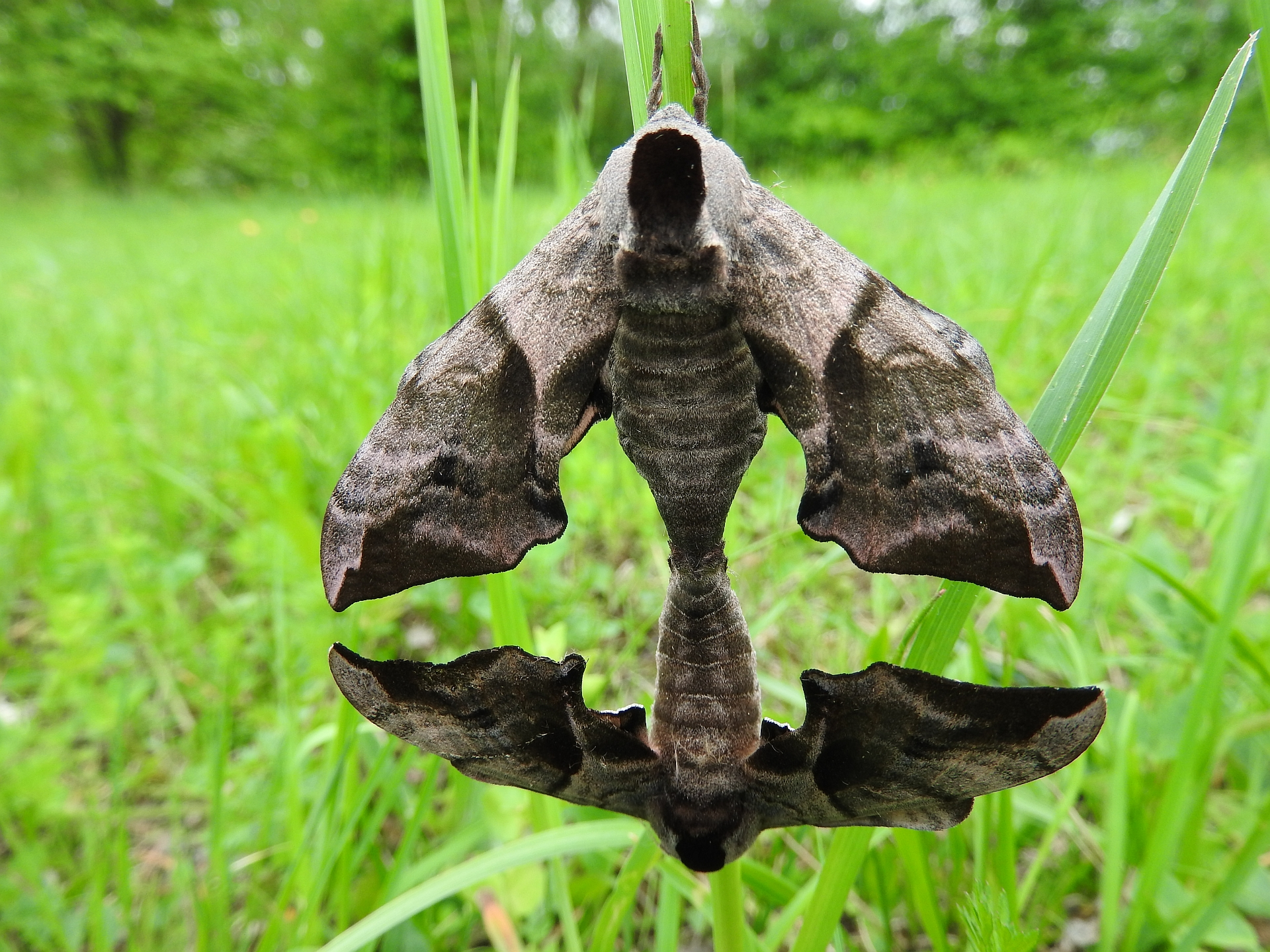
Páření (samice nahoře)
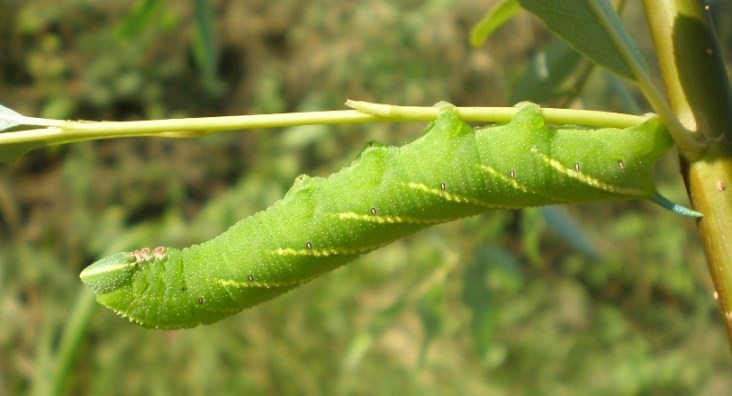
Housenka
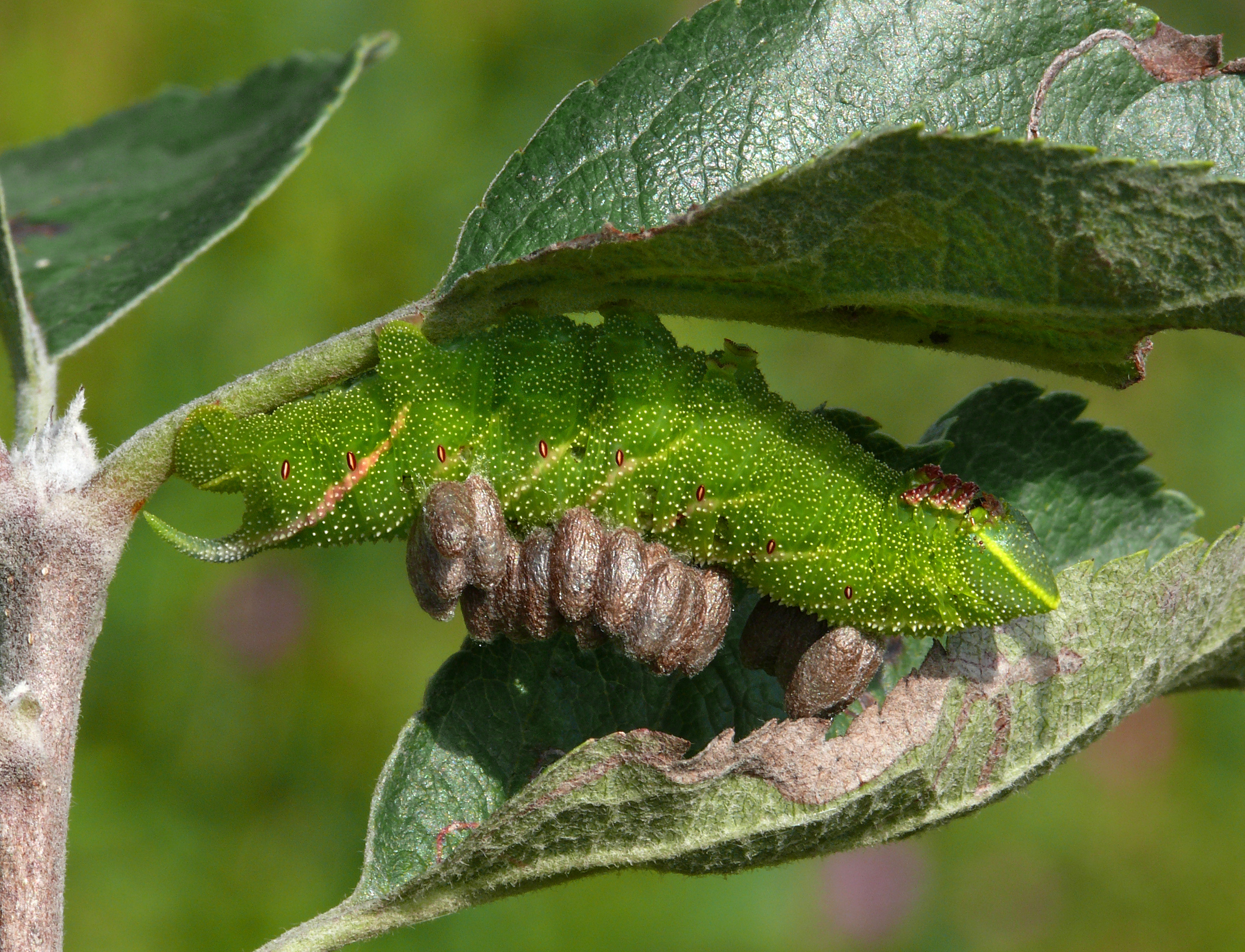
Housenka napadená larvami parazitické vosy